# Lago Wamala
El Lago Wamala (en inglés: Lake Wamala) es un pequeño lago de agua dulce en el país africano de Uganda.
El lago se encuentra en los distritos de Mubende, Mityana y Mpigi en Uganda Central. La distancia por carretera entre el centro y el lago Mityana Wamala es de aproximadamente 20 kilómetros (12 millas).
El Lago Wamala cubre un área de aproximadamente 250 kilómetros cuadrados (97 millas cuadradas). Está salpicado por muchas islas, incluyendo la Isla Lwanju, la isla Mabo, y las islas Bagwe, Kiraza, Kazinga, entre otras. El lago se asocia con varios ríos y humedales.